# Thailand Open 1984
Die Thailand Open 1984 im Badminton fanden vom 4. bis zum 8. Juli 1984 in Bangkok statt. Die Finalspiele wurden am 8. Juli ausgetragen. Es wurden nur vier Disziplinen gespielt, die Mixedkonkurrenz wurde nicht ausgetragen. Es war die Erstauflage der Thailand Open und das 9. Grand-Prix-Turnier des Jahres.

## Finalergebnisse
| Disziplin    | Sieger                      | Finalist                   | Ergebnis           |
| ------------ | --------------------------- | -------------------------- | ------------------ |
| Herreneinzel | Icuk Sugiarto               | Prakash Padukone           | 13-15, 15-5, 15-4  |
| Dameneinzel  | Helen Troke                 | Kirsten Larsen             | 11-5, 11-8         |
| Herrendoppel | Christian Hadinata Hadibowo | Ong Beng Teong Razif Sidek | 15-13, 15-11       |
| Damendoppel  | Gillian Gilks Karen Beckman | Helen Troke Gillian Gowers | 18-16, 17-18, 15-9 |